# Nécrophagie

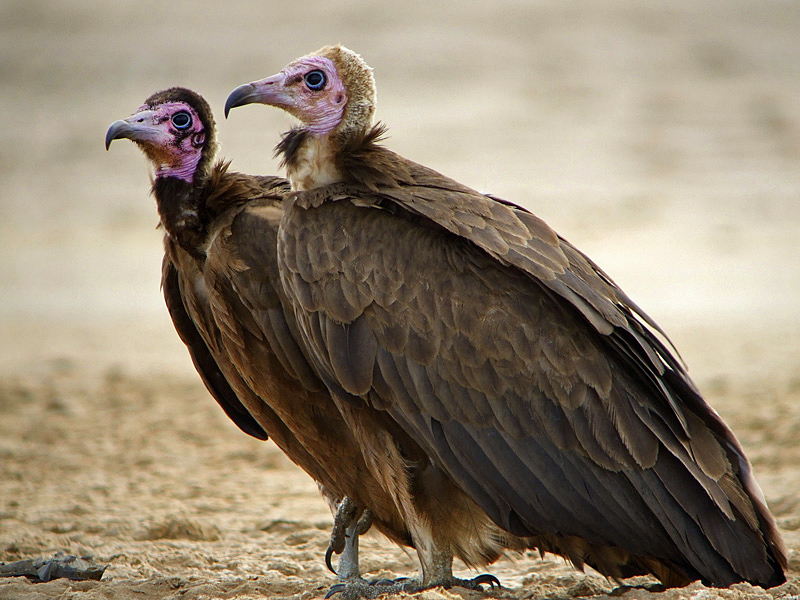
Le vautour charognard, (Necrosyrtes monachus) est un rapace se nourrissant de carcasses d'animaux morts.

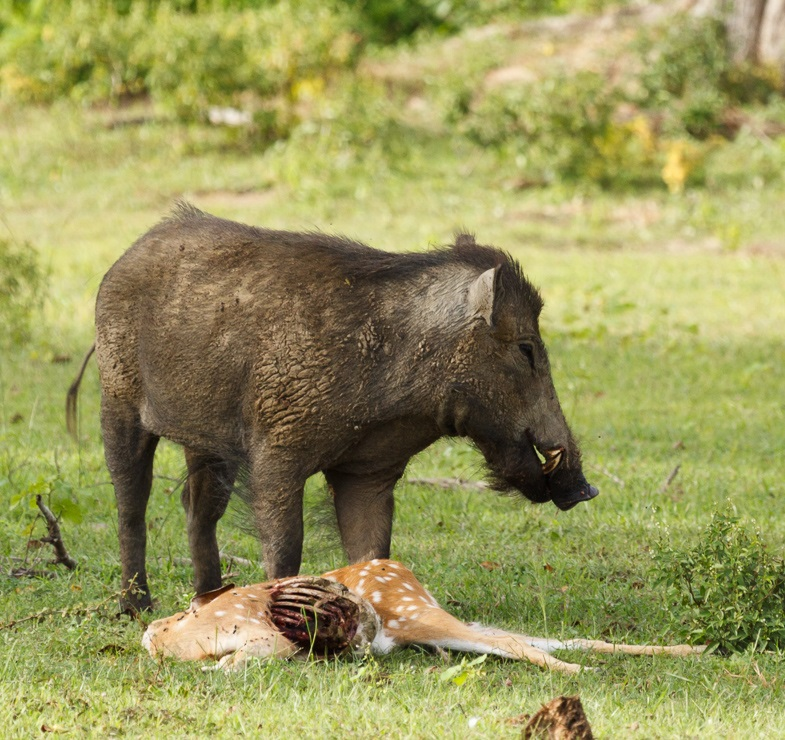
En consommant les cadavres, le sanglier (ici en Inde) joue un rôle d'assainisseur, mais (comme les vautours) à cette occasion il peut aussi se contaminer et bioaccumuler des produits toxiques, métaux lourds, radionucléides ou pesticides par exemple

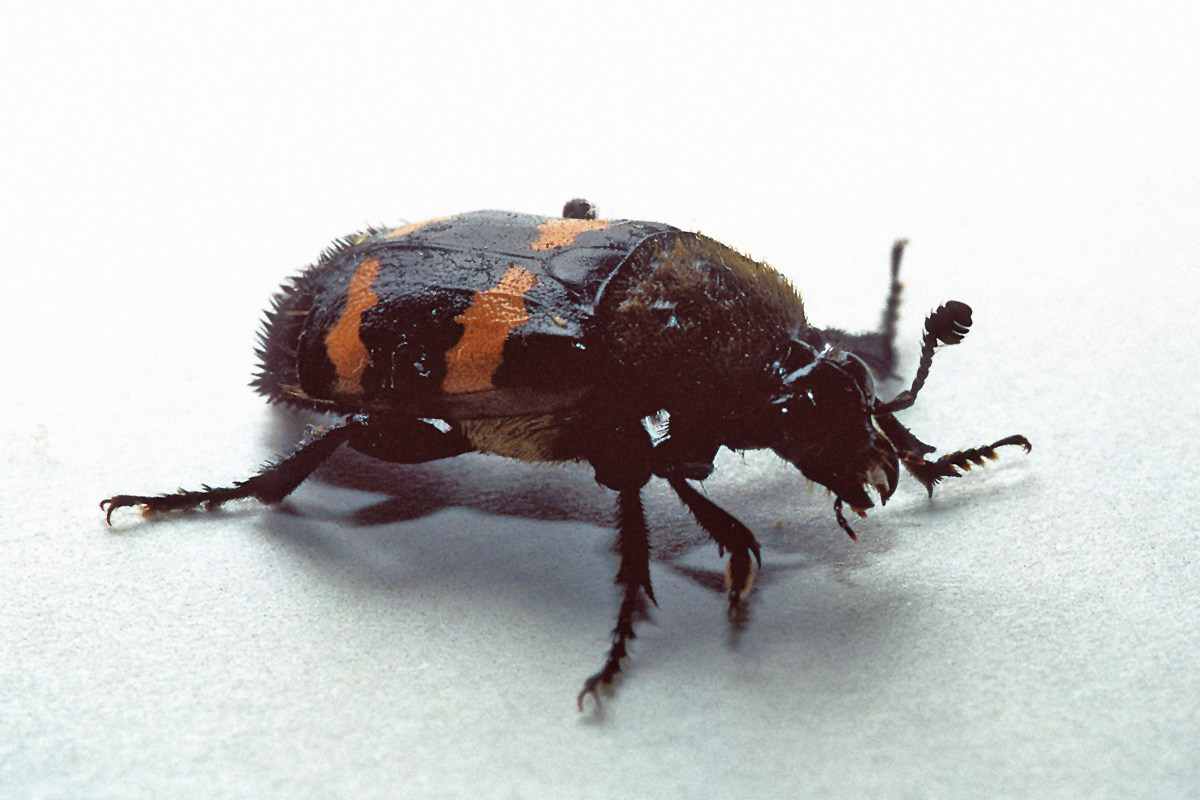
Coléoptère nécrophore (Nicrophorus tomentosus).

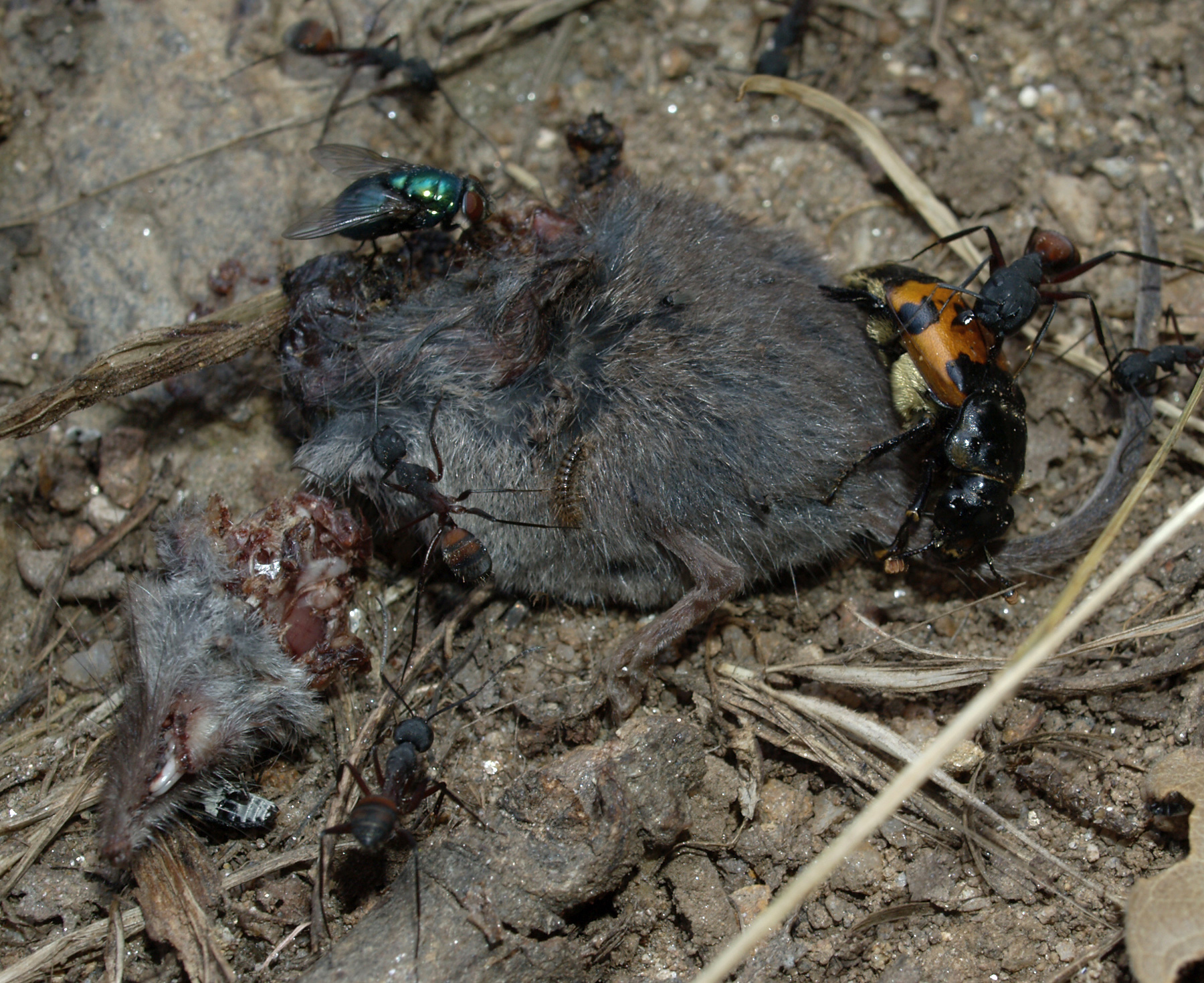
Les nécrophages ont un odorat très sensible (qui leur a permis ici d'être attiré par le cadavre d'une musaraigne).

La nécrophagie est le fait de manger des cadavres (en grec, nékros : mort, phagein : manger).

## Définitions
Bien qu’une proie doive généralement être capturée ou tuée pour être mangée, on ne parle de « nécrophagie » que lorsque la proie n’a été tuée ni par l’individu qui la mange, ni par l’un de ses congénères. 
Les « nécrophages vrais » trouvent leurs proies mourantes ou déjà mortes. Dans le premier cas, ils attendent la mort de l’animal passivement, mais ne le tuent pas eux-mêmes.
Pour un animal se nourrissant, exclusivement ou partiellement d’animaux déjà morts, on parlera couramment de charognards. Les vautours et les hyènes sont des exemples classiques de charognards.
Bon nombre d'insectes sont nécrophages. On peut citer parmi eux les mouches (diptères), les nécrophores et les staphylins (coléoptères), ou encore les fourmis.
La nécrophagie ne concerne que la consommation d’êtres d’une autre espèce. Lorsque le cadavre est celui d’un membre de la même espèce, il s’agit de cannibalisme.

## Biologie
Les animaux nécrophages sont dotés d’un sens de l'odorat développé. Lorsque les cadavres sont particulièrement décomposés, leur organisme doit supporter d’avaler des quantités importantes de bactéries saprophytes. Certaines espèces ne commencent à manger le cadavre que lorsqu’il a atteint un certain stade de décomposition.

## Oiseaux
À la fin des années 1990, de nombreuses populations de vautours eurasiatiques ont disparu du fait d’insuffisances rénales chroniques provoquées par la présence de diclofénac résiduel dans les chairs des carcasses abandonnées d’animaux domestiques. Certaines espèces ont même été considérées en danger critique d’extinction par l’UICN, comme le vautour chaugoun.

## Humains
L’étude de la denture et des zones d’activité des hommes préhistoriques du Paléolithique permet de considérer que la lignée humaine, a pu occasionnellement consommer de la viande récupérée sur des cadavres d’animaux tués par de grands prédateurs, ou chassés par eux-mêmes, comme c’est le cas chez les chimpanzés. Les hommes préhistoriques étaient des opportunistes alimentaires omnivores : ils consommaient des racines, des graines, des feuilles, cueillaient des fruits et des légumineuses, chassaient, pêchaient et étaient aussi nécrophages si la carcasse trouvée n’était que faiblement faisandée, donc plus facile à digérer mais pas encore toxique (aujourd'hui, en boucherie, on parle de rancissement). Des traces de dents de prédateurs et aussi de grattage humain sur des os d’aurochs, de bisons, de rhinocéros laineux et de mammouths indiquent que grâce à leur nombre, au jet visé et au feu, les humains pouvaient disputer une carcasse à d’autres prédateurs et s’en emparer. Plus récemment, pendant les guerres de l’ère moderne, les troupes privées d’intendance ont aussi consommé des carcasses de chevaux abattus. On note également dans certains pays une pratique d'alimentation à base d'animaux morts sur la route.

## Enjeux écotoxicologiques
La nécrophagie est un service écosystémique essentiel dans la nature, et parfois exploitée par l'agriculture (cadavres de moutons morts mangés par les vautours par exemple) ou par l'Homme (cadavres humains traditionnellement offerts aux vautours dans certaines régions de l'Himalaya). Mais de nombreux animaux nécrophages absorbent des médicaments vétérinaires, ou sont empoisonnés en consommant des animaux qui sont eux-mêmes morts empoisonnés (volontairement dans le cadre de la lutte contre certaines espèces jugées « nuisibles », ou accidentellement après avoir été en contact avec des pesticides ou autres produits toxiques). Dans un environnement pollué, les nécrophages contribuent à la recontamination du réseau trophique, mais aussi peut-être à la dilution de certains polluants. 
Certains nécrophages (insectes, mais aussi sanglier et renard) sont capables, grâce à leur odorat, de fouiller superficiellement le sol ou les laisses de mer pour en sortir les cadavres d'animaux morts dans leur terrier.

## Galerie d’images

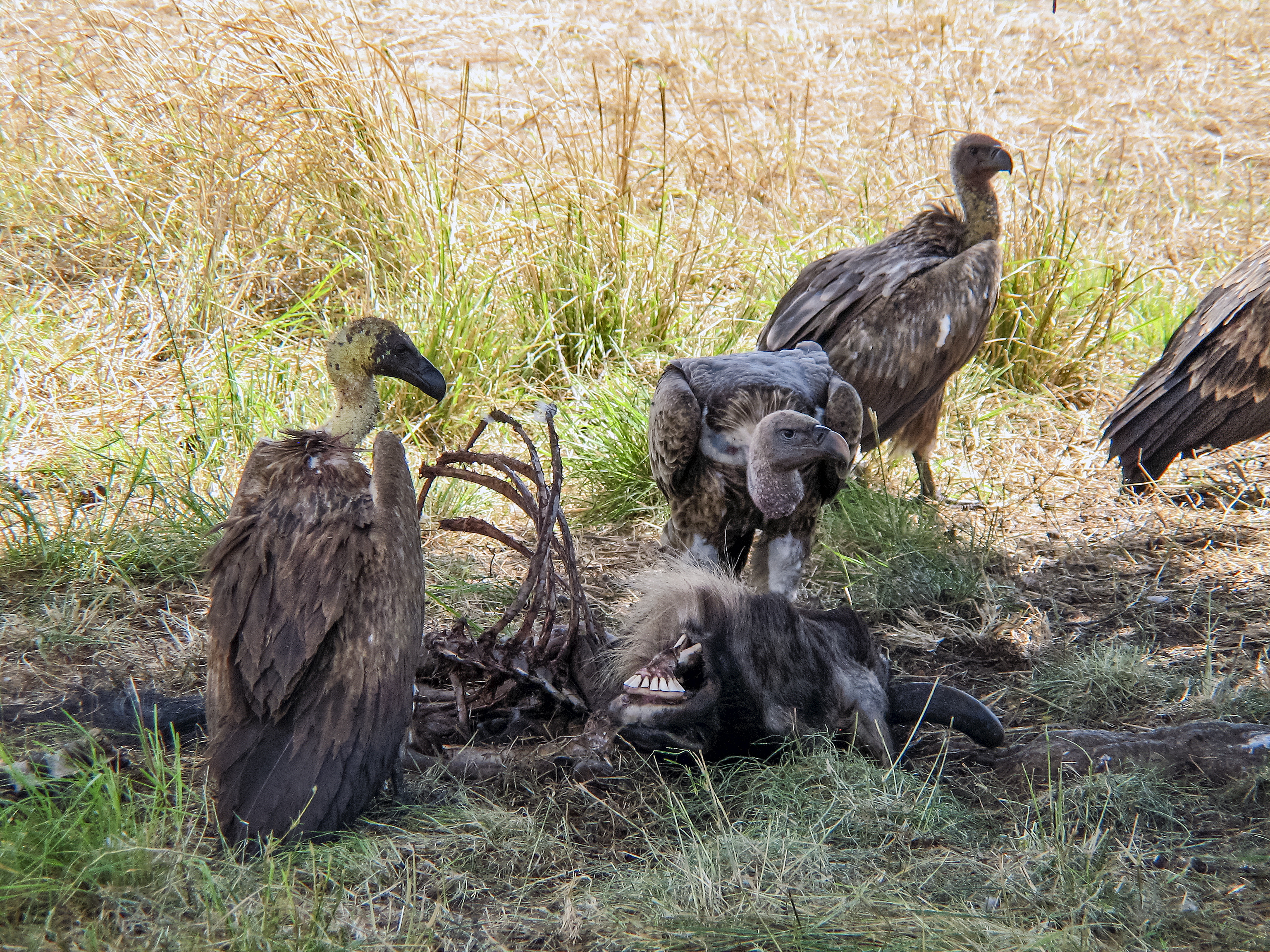
Des vautours africains (Gyps africanus), sur la carcasse d'un gnou.
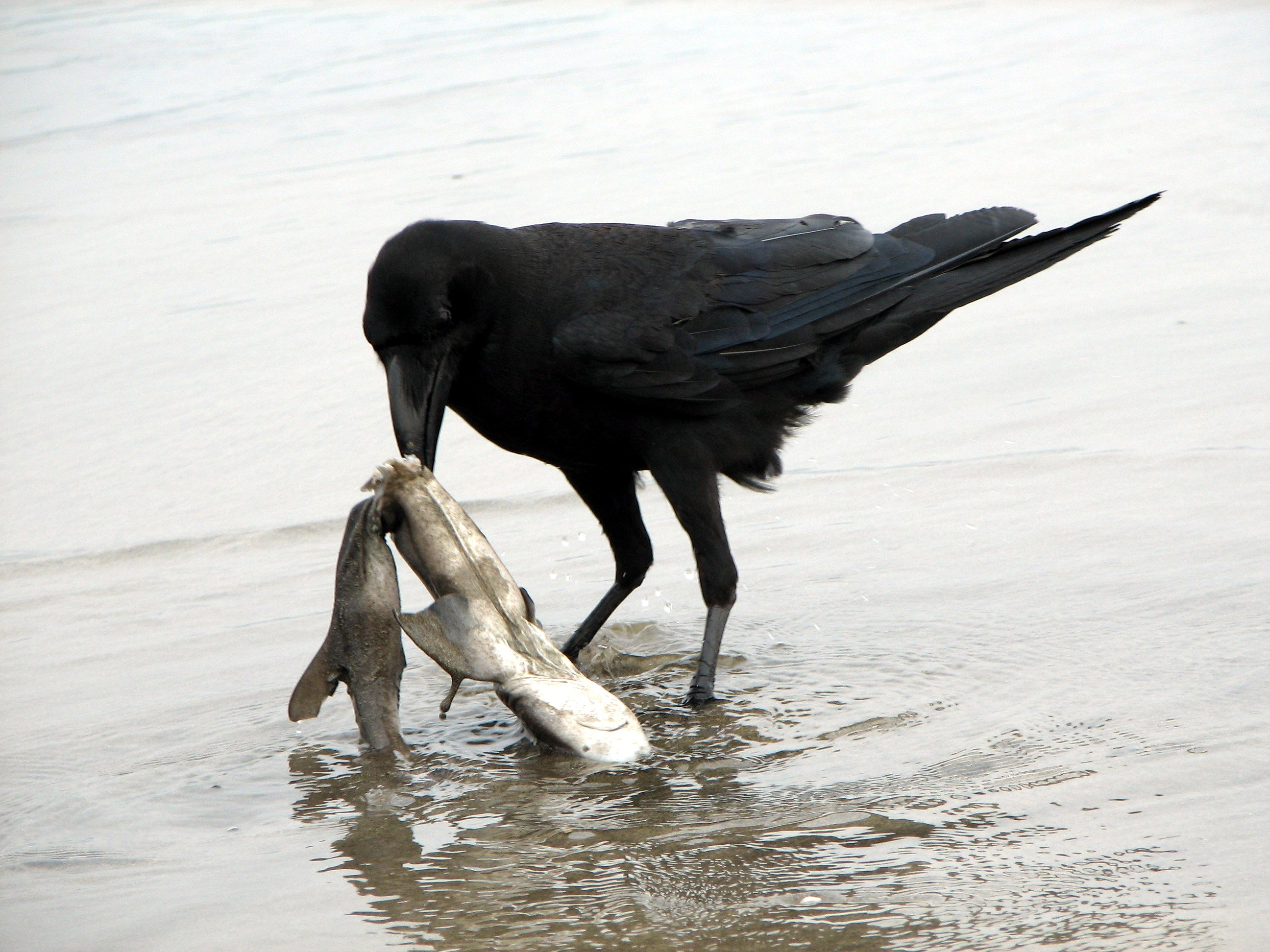
Un Corbeau à gros bec mangeant les restes d’un petit requin mort.
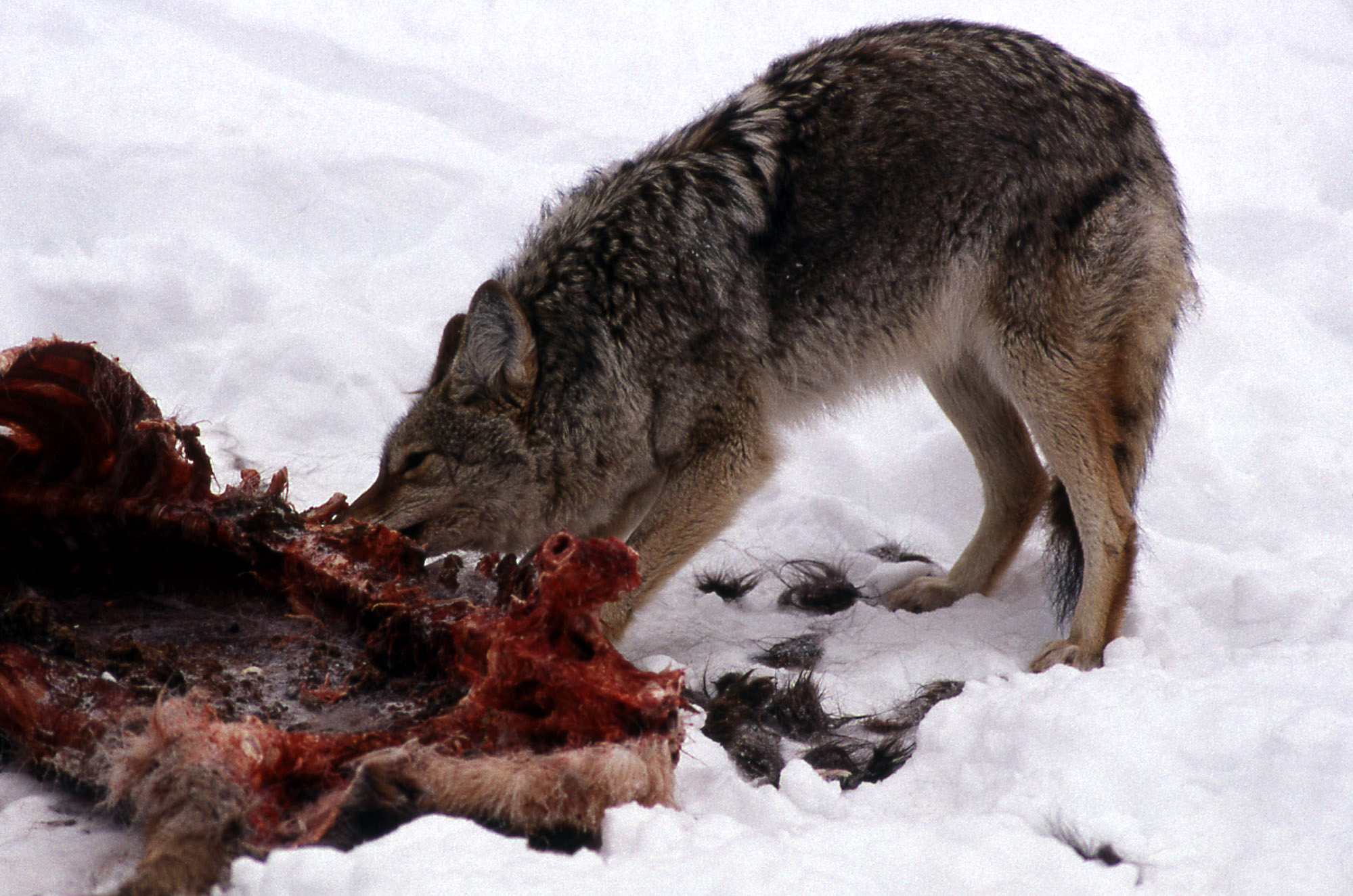
Un Coyote se nourrissant sur une carcasse d'élan en hiver dans la vallée de la rivière Lamar, dans le Parc national de Yellowstone.
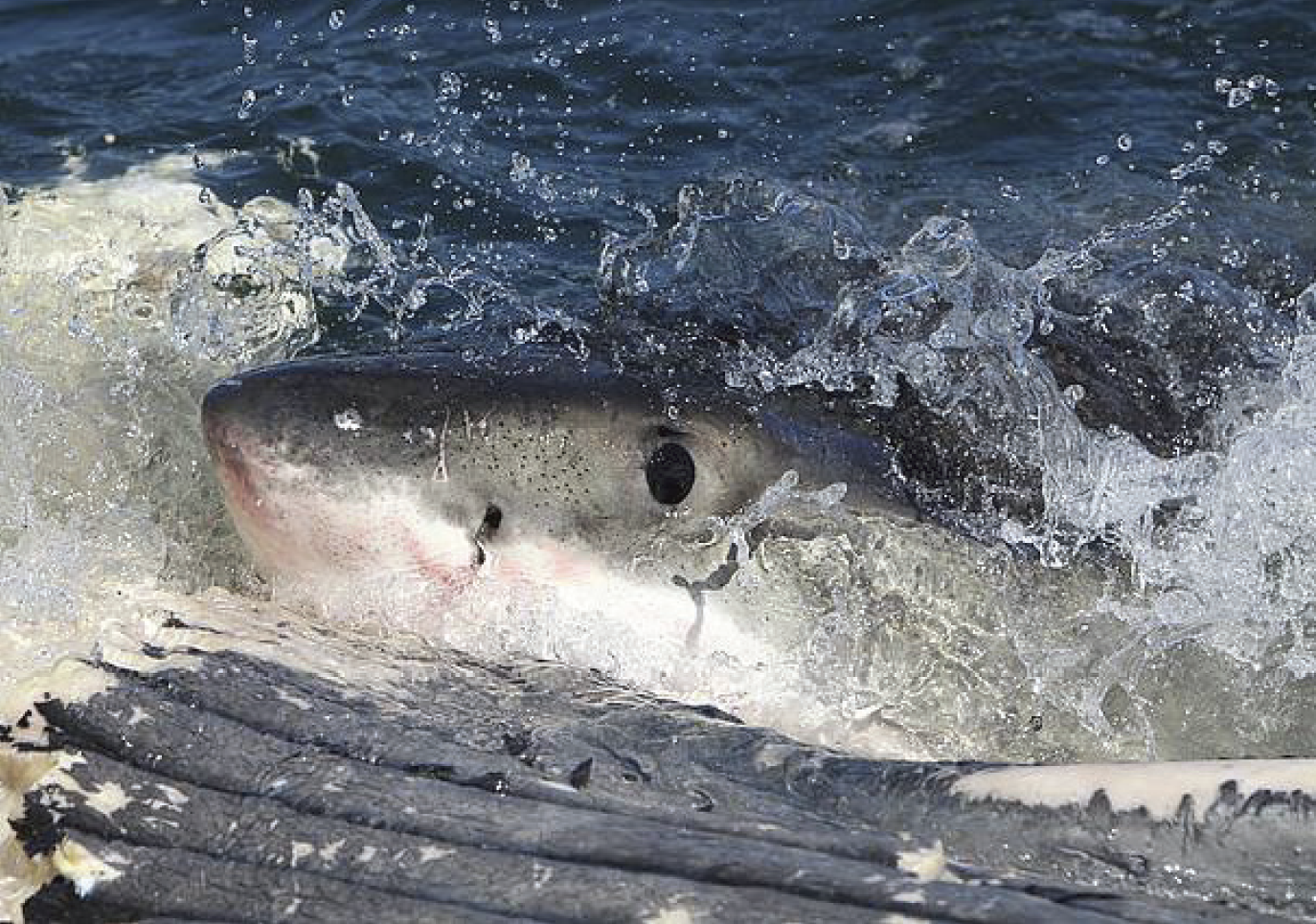
Un Requin blanc se nourrissant sur une carcasse de baleine.
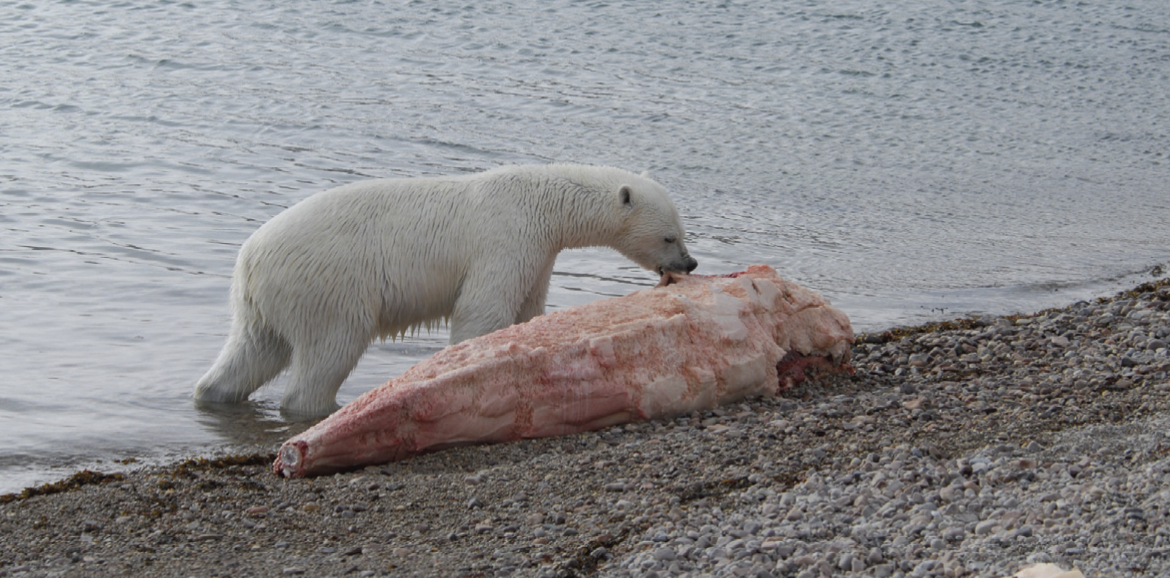
Un Ours polaire mangeant une carcasse de narval .
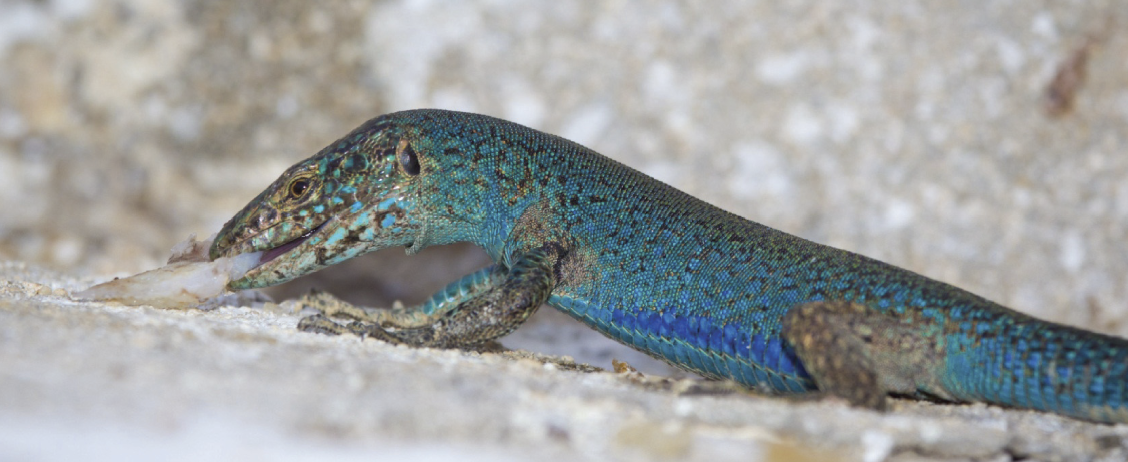
Un Lézard (Podarcis pityusensis) nettoyant une carcasse de poisson abandonnée par un prédateur.
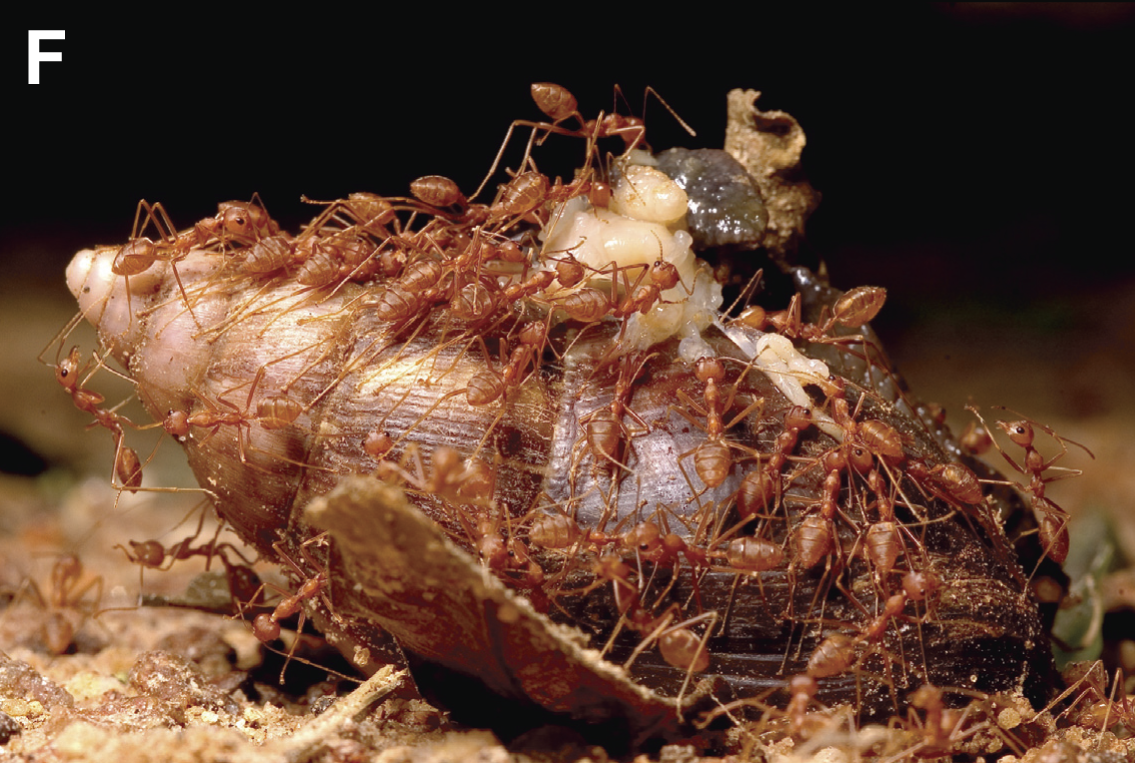
Fourmis rouges s’alimentant sur un cadavre d’escargot géant africain (Lissachatina fulica).

## Nécrophagie dans le folklore
Outre le cannibalisme qui est un motif fréquent dans les contes sur les ogres ou les sorcières, on peut relever des allusions à la nécrophagie humaine dans certains contes traditionnels, comme Sidi Noumane (Les Mille et Une Nuits).